# Nikita Dragun
Nikita Dragun, właśc. Nikita Nguyen (ur. 31 stycznia 1996 w Belgii) – amerykańska celebrytka, charakteryzatorka i modelka.

## Życiorys
Nikita Dragun urodziła się w Belgii, lecz dorastała w Springfield w Wirginii w Stanach Zjednoczonych. Jest pochodzenia wietnamskiego i meksykańskiego. W 2015 ujawniła się jako kobieta transpłciowa.
Nguyen założyła swój kanał na YouTube w lutym 2013 roku. Powiedziała: „zaczęłam dostawać małe, sponsorowane oferty i wtedy zdecydowałam się poważnie traktować Instagram i YouTube”. Od początku swojej działalności w mediach społecznościowych zgromadziła ponad 3,65 subskrybentów na YouTube, 9,2 mln obserwujących na Instagramie i 13,9 mln na TikToku.
W odpowiedzi na komentarze Dyrektora Marketingu L Brands, Eda Razka po tym jak stwierdził, że jego zdaniem marka Victoria’s Secret nie powinna uwzględniać osób transeksualnych, Dragun na swoim Twitterze zamieściła stworzoną przez siebie reklamę bielizny, która stała się viralowa w mediach społecznościowych, co przyniosło jej szerszą rozpoznawalność.
W marcu 2019 roku wydała własną linię kosmetyków Dragun Beauty. W czerwcu 2019 roku Dragun udzieliła wywiadu w sieci radiowej LGBT Channel Q.
We wrześniu 2019 roku ogłoszono, że Nikita zagra we własnym filmie dokumentalnym Nikita Unfiltered. Serial opowiada o poszukiwaniu miłości przez Dragun oraz o sławie transseksualnej kobiety. Seria miała swoją premierę 21 marca 2020 roku na Snapchacie.

## Kontrowersje
W lipcu 2020 roku Dragun zorganizowała przyjęcie urodzinowe dla youtubera Larraya podczas pandemii COVID-19 w rezydencji Hype House. W imprezie uczestniczyli tacy celebryci jak James Charles, Charli D’Amelio, Dixie D’Amelio i inni. Podczas imprezy liczba przypadków zakażeń COVID-19 w Kalifornii przekroczyła ilość przypadków w Nowym Jorku. Szacuje się, że na spotkaniu było 67 obecnych osób, których widziano bez maseczek ochronnych na twarzy pomimo lokalnych obostrzeń. Zdjęcia i filmy z wydarzenia pojawiły się w mediach społecznościowych takich jak Instagram. Posty wywołały krytykę internautów oraz celebrytów takich jak Elijah Daniel i Tyler Oakley. Później uczestnicy imprezy otrzymali negatywny wynik na obecność COVID-19.

## Nagrody i nominacje
| Rok  | Konkurs                | Kategoria                     | Rezultat  | Źródło |
| ---- | ---------------------- | ----------------------------- | --------- | ------ |
| 2019 | Streamy Awards         | Beauty                        | Wygrana   | [ 22 ] |
| 2019 | People’s Choice Awards | The Beauty Influencer of 2019 | Nominacja | [ 23 ] |
| 2020 | Shorty Awards          | Best in Beauty                | Wygrana   | [ 24 ] |
| 2020 | People’s Choice Awards | The Beauty Influencer of 2020 | Nominacja | [ 25 ] |